# Comuna Uhrîniv, Pidhaiți
Uhrîniv (în ucraineană Угринів) este o comună în raionul Pidhaiți, regiunea Ternopil, Ucraina, formată din satele Iablunivka și Uhrîniv (reședința).

## Demografie
Componența lingvistică a comunei Uhrîniv
     Ucraineană (99,77%)
     Alte limbi (0,16%)
Conform recensământului din 2001, majoritatea populației comunei Uhrîniv era vorbitoare de ucraineană (99,77%), existând în minoritate și vorbitori de alte limbi.